# 후고 라르손
후고 에마누엘 라르손(스웨덴어: Hugo Emanuel Larsson, 2004년 6월 27일 ~ )는 스웨덴의 축구 선수이다. 그의 포지션은 미드필더로, 현재 독일 분데스리가의 아인트라흐트 프랑크푸르트에서 활약하고 있다.

## 클럽 경력

### 말뫼 FF
스바르테에서 태어난 라르손은 SoGK 샬로에서 경력을 시작했고, 12살 때 말뫼 FF와 계약했다. 2022년 2월 20일, 그는 5-1로 이긴 GAIS와의 스웨덴컵 경기에서 후반전에 교체 투입되어 말뫼 FF 소속으로 성인 무대 데뷔전을 치렀다. 2022년 4월 11일, 그는 1-1로 비긴 IF 엘프스보리와의 경기에서 45분을 뛰며 알스벤스칸 데뷔전을 치렀다. 2022년 11월 6일, 라르손은 데게르포르스 IF와의 경기에서 데뷔골을 기록했다. 말뫼 FF는 2022 시즌 고전하며 리그 7위에 그쳤지만, 라르손은 모든 대회에서 클럽의 공동 1위 46경기를 소화한 뒤 알스벤스칸 올해의 젊은 선수상을 수상하는 등 획기적인 시즌을 보냈다. 라르손은 아인트라흐트 프랑크푸르트로 이적하기 전 마지막 홈경기에서 선제골을 넣어 5-0 승리를 이끌었고, 82분에 교체된 후 기립 박수를 받았다.

### 아인트라흐트 프랑크푸르트
2023년 5월 29일, 말뫼 FF의 최고의 이적료 수입으로 알려진 미공개 금액에 라르손은 분데스리가의 아인트라흐트 프랑크푸르트와 5년 계약을 맺었다. 그는 7월 1일 여름 이적 시장이 열리면 공식적으로 독일 클럽에 합류한다.

## 국가대표팀 경력
라르손은 U-19 대표팀을 거치고 현재 U-21 대표팀에서 활약하고 있다. 2023년 1월 9일, 그는 2-0으로 이긴 핀란드와의 친선 경기에서 스웨덴 축구 국가대표팀 데뷔전을 치렀다. 그는 68분간 활약 후 오마르 파라이와 교체됐다.

## 수상 내역
말뫼 FF
- 알스벤스칸: 2023
- 스웨덴컵: 2021–22

개인
- 알스벤스칸 올해의 젊은 선수: 2022[8]